# Sân bay Bankstown
Sân bay Bankstown (IATA: BWU, ICAO: YSBK) là một sân bay hàng không chung, công viên kinh doanh nằm ở thành phố Bankstown, 22 km (14 dặm) từ khu thương mại trung tâm Sydney, Úc.
Sân bay nằm trên 313 ha (770 mẫu Anh) đất và có ba đường cất hạ cánh song song, một số khu vực sân đỗ, nhà ga hành khách nhỏ và một công viên kinh doanh, nhà của hơn 170 doanh nghiệp.
Bankstown Sân bay hoạt động 24 giờ mỗi ngày, với những hạn chế bay huấn luyện ban đêm. Trong năm dương lịch năm 2011, Airservices Úc ghi nhận 243.126 lượt chuyến bay tại sân bay này.
Điều này làm cho nó trở thành sân bay bận rộn thứ tư tại Úc theo số lượng số lượt chuyến, sau sân bay Sydney, Moorabbin và Jandakot. Hầu hết các chuyến bay truy cập báo cáo (208.226) là loại máy bay nhẹ dưới 7 tấn
Sân bay là một trung tâm chính của hàng không chung Úc, là nơi có nhiều máy bay cánh cố định và máy bay trực thăng bay, bay thuê chuyến, doanh nghiệp bảo dưỡng máy bay và máy bay tư nhân.